# ویتالی شچدوف
ویتالی شچدوف (انگلیسی: Vitaliy Shchedov؛ زادهٔ ۳۱ ژوئیهٔ ۱۹۸۷) دوچرخه‌سوار اهل اوکراین است.
وی در مسابقات کشوری و بین‌المللی در مجموع برندهٔ ۱ مدال نقره شده‌است.

## حرفه
وی همچنین از دوچرخه‌سواران بازی‌های المپیک تابستانی ۲۰۰۸ بوده است. 